# Polders Koarnwert en Makkumersúdmar
De Polders Koarnwert en de Makkumersúdmar (bij Cornwerd) zijn natuurgebieden in de provincie Friesland. Beide gebieden ‘vogelland’ zijn samen 70 hectare groot en worden beheerd door It Fryske Gea. 
Er wordt strorijke stalmest gebruikt en het gras wordt pas in de nazomer gemaaid. In de landen zijn scholekster, kievit, tureluur en leeuwerik te vinden. Op de bloemrijke graslanden groeien boterbloem, zuring en pinksterbloem welig. 
De polder Koarnwert ligt aan de noordzijde van de Koarnwerter Feart. Aan de zuidkant ligt polder de Ienhoarn, een droogmakerij die reeds in 1776 werd drooggelegd. Deze polder was het resultaat van de samenvoeging van vijf kleinere polders. In de Koarnwerter polder komt op de voor de steenbakkerijindustrie gebruikte stukken grond een vegetatie met zoute invloeden voor. Hier groeien Engels gras, zeekraal en schorrenkruid. De Cornwerdermolen ten zuiden van het dorp moest het waterschap Cornwerd droog houden. Deze poldermolen uit 1907 werd in 1999 gerestaureerd.
De Makkumersúdmar bij Allingawier is een veenpolder die eind 19e eeuw werd drooggelegd. Ook hier wordt extensief beheerd met ruige mest en wordt pas na 15 juni gemaaid.
Aeltsjemar
· De Alde Feanen
· Bakkeveense Duinen
· Bancopolder
· Bekhofschaans
· Bjirmen
· Blauhúster Puollen
· Bocht fan Molkwar
· Botmar
· Bouwepet
· Buismans Einekoai
· Bûtenfjild
· Van Coehoornbosk
· Delleboersterheide
· Diakonieveen
· Dobbe Stienser Aldlân
· Dobben Hurdegarypsterwarren
· Dunegeaster- en Follegeasterpolder
· Dyksfearten
· Eanjumerkolken
· Easterskar
· Einekoai Piaam
· Einekoaien Lytse Geast
· De Fluezen
· Grikelân en Turkije
· Grutte Wielen
· Heide Hulstreed
· De Hon
· Huitebuersterbûtenpolder
· Joodse begraafplaats Tacozijl
· Joodse begraafplaats Noordwolde
· Kapellepôle
· Ketelermar
· Ketliker Skar
· Kobbelân
· Lendebos
· Lindevallei
· Liphústerheide
· Makkumersúdmar
· Makkumerwaarden
· Mandefjild
· Martenastate
· Meulebos
· Meulereed
· Mokkebank
· Mûntsebuorsterpolder
· Noard-Fryslân Bûtendyks
· 't Oerd
· Ottema Wiersma reservaat
· Park Huize Olterterp
· Park Jongemastate
· Peazemerlannen
· Petgatten De Feanhoop
· Polders Koarnwert
· Ringwiel
· Rysterbosk
· De Ryp
· Schaopedobbe
· Séfonsterpolder
· Sippen-finnen
· Skiedingsboskje
· Slachtedyk
· Steile Bank
· Stokersdobbe
· Sudermarpolder
· Syp Set
· Taconisbosk
· Tsjongerwâlen
· Teroelster Sipen
· Unlân fan Jelsma
· Van Asperen einekoaien
· Warkumermar
· Warkumerwaard
· 't West
· Wilhelmina-oard
· Ychtenerfeanpolder